# Duncan Chow
Duncan Chow, [周群達], nato Duncan Lai (caratteri cinesi: 黎登勤; Hong Kong, 19 settembre 1978), è un attore, modello e velista cinese.
Sebbene le sue origini risiedano nella Hong Kong britannica, egli ha raggiunto il successo a Taiwan, scegliendo la carriera di attore del 2001. È cugino dell'atleta olimpica di Hong Kong Lee Lai Shan. È stato atleta professionista di windsurf.

## Carriera
Ha dato avvio alla sua carriera di attore quando aveva 14 anni, e fu scelto per recitare nel ruolo di Bruce Lee adolescente nel film a lui dedicato, Dragon - La storia di Bruce Lee, del 1993. Duncan ha ricevuto dei riconoscimenti minori per delle apparizioni nella televisione taiwanese. Più tardi ha recitato nei film Formula 17 e Seven Swords.

## Televisione
- Hanazakarino Kimitachihe (ospite) (2006)

## Filmografia
- Dragon - La storia di Bruce Lee (1993)
- I Do (2001)
- Leaving in Sorrow (2002)
- Love Me If You Can (2003)
- Formula 17 (2004)
- Seven Swords (Qi jian), regia di Tsui Hark (2005)
- Shoe Fairy (2006)